# Henri Dutrochet
 (février 2013).
René Joachim Henri Dutrochet, né au château de Néons le 14 novembre 1776 et mort à Paris le 4 février 1847, est un médecin, botaniste et physiologiste français.

## Médecin
Dutrochet est le fils de René-Louis-Frédéric, comte du Trochet, marquis de Néon, officier au régiment du roi, infanterie, et de Madeleine-Charlotte-Marie de Gallois, une riche héritière de parents qui habitaient près de Château-Renault. Il est né pied-bot. La croyance populaire affirmant que les exécuteurs des hautes œuvres connaissaient le secret pour la réduction des fractures et luxations, sa mère l'a conduit auprès du bourreau Montagne de Vendôme. Celui-ci lui ayant brisé les jambes en plusieurs endroits a réussi à les redresser et à les consolider pour lui permettre de marcher. En 1785, il est entré au collège des Oratoriens de Vendôme. Il a eu pour professeurs Isabeau et Fouché et pour condisciple Cazes de Libourne, le futur duc Decazes. Il est sorti du collège à 15 ans, en septembre 1791. Son père ayant décidé d'émigrer pour ne pas rompre son serment, les biens de la famille sont confisqués pendant la Révolution française. Il eut une brève carrière militaire : en 1799, il s'engagea dans la marine militaire à Rochefort, qu'il quitta bientôt pour rejoindre, à la suite de ses frères, l'Armée royaliste commandée par M. de Bourmont. Après le coup d'État du 18 Brumaire, Bonaparte ayant décidé de pacifier les départements de l'ouest par la négociation, il est amnistié et a pu revenir dans son manoir familial en Touraine.
Fin observateur de la nature mais ne pouvant rester inactif, il écouta en 1802 le conseil d'un voisin de campagne, le docteur Petitbeau, chirurgien à l'hôpital Necker, qui l'incita à s'inscrire en médecine.
Il commença des études de médecine à Paris en 1802, puis exerça comme médecin à l'hôpital de Burgos lors d'un court séjour dans l'armée d'Espagne pendant lequel il contracta le typhus. En 1809, il revint en France, dans la propriété de sa mère près de Château-Renault, pour se consacrer à l'étude des sciences naturelles.

## Le chemin de Damas
« C'est la médecine qui m'a introduit à l'histoire naturelle » écrira-t-il. Cette décision fut inspirée par la lecture de Lazzaro Spallanzani (1729-1799), qui lui fit saisir que « la méthode expérimentale peut seule faire faire de véritables progrès aux sciences. » Une rupture qui le fit renoncer à des publications en cours, riches en considérations générales mais sans données concrètes.
Chercheur isolé, il se livra à une étude approfondie des faits les plus mystérieux de la nature et tire ses sujets de l'observation botanique et zoologique. De 1813 à 1819, installé dans un appentis, bricolant ses instruments, aidé d'un jeune paysan illettré, il mena à bien de multiples travaux, qu'il soumit à la Société philomathique de Paris et à l'Académie des sciences, et qui lui valurent une estime dont il bénéficiera à l'heure de ses grandes découvertes. Son idée dominante, jamais abandonnée : il n'y a qu'une physiologie, végétale et animale, les différences n'étant que des avatars.
Il publia de nombreux ouvrages dans plusieurs domaines, notamment l'embryologie. Ses Recherches sur l'accroissement et la reproduction des végétaux, publiées dans les Mémoires du muséum d'histoire naturelle de 1821, lui valurent le prix de l'Académie française pour la physiologie expérimentale.

## La théorie cellulaire
En 1824, il rassemble des notes déjà présentées dans un ouvrage où, pour la première fois, la cellule est placée au centre de la physiologie. Il décrit la masse de petits sacs obtenus par l'action de l'acide nitrique chaud sur de multiples tissus et végétaux, tous dotés d'une paroi propre ; ces sacs sont parfois visibles sur des tissus frais. Dépassant la simple description, il note le rôle des cellules dans la croissance, signale qu'il en est de vagabondes, circulantes, passant parfois la paroi des capillaires, et souligne enfin leurs différences selon les organes. Il s'intéresse en particulier au passage de l'eau et de substances dissoutes à travers la paroi.
Ces travaux ont été publiés quinze ans avant que Theodor Schwann (1810-1882) soit acclamé mondialement comme père de la théorie cellulaire, publiée en 1839. Un auteur de Baltimore opposa Dutrochet et Schwann, soupçonnant des inspirations et même quelques plagiats. Cependant, Dutrochet, non cité, avait clairement montré une conception précise du système cellulaire : « La nature possède un plan uniforme pour la structure des êtres organisés animaux ou végétaux… et… tous les êtres vivants dérivent de la cellule dont ils sont la modification. »

## L'osmose
Observant une plaie sur la queue d'un poisson, Dutrochet vit des filaments ayant à leur extrémité de petites capsules qu'il immergea dans un verre de montre et examina au microscope. Ces capsules, contenant un liquide visqueux, se remplissaient d'eau par l'extrémité proximale sans être déformées, tandis que le liquide visqueux était expulsé par le pôle distal, comme si l'eau jouait le rôle de piston. Dix ans plus tard, il fit la même observation sur des sacs spermatiques de limace immergés. Le courant expulsif cesse dès que l'enveloppe est vidée de son contenu et que l'eau pénètre par l'ouverture distale. Dutrochet conclut que l'eau est attirée par le liquide endocavitaire à travers la paroi des capsules ou des sacs spermatiques. 

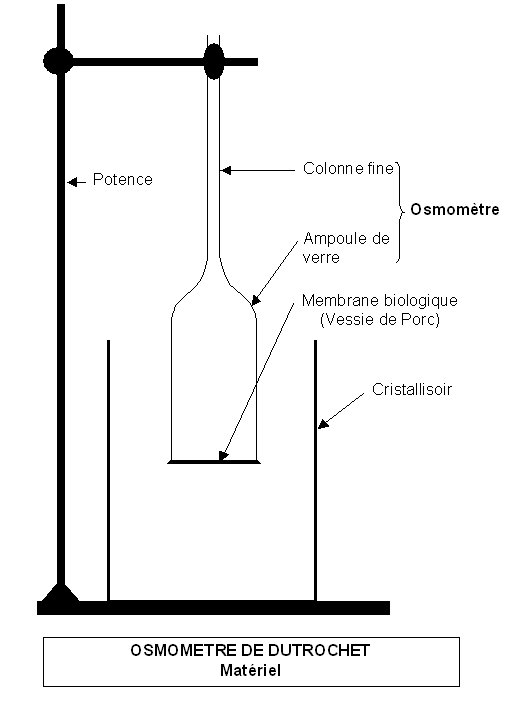
L'osmomètre de Dutrochet.

Un pas décisif qui rattacha ce mouvement de liquides à leur différence de composition fut franchi avec l'expérience suivante. Un cæcum de poulet lié en bourse, rempli d'une solution de NaCl ou de gomme, immergé dans l'eau, gonfle et augmente de poids. Les solutions étant inversées, le mouvement de l'eau se fait dans le sens contraire, l'eau du sac cæcal passant dans le bain extérieur. La paroi n'a donc pas de polarité. L'osmose, ou endosmose, phénomène rapide où la solution concentrée attire l'eau, rien que l'eau, fut un temps opposé à l'exosmose due à la diffusion transmembranaire de solutés entraînant un retour d'eau dans le compartiment d'origine lié aux modifications physico-chimiques des solutions initiales. L'osmomètre construit par Dutrochet permit de mesurer et d'étudier le phénomène et de prévoir son rôle en physiologie.
L'osmose eut un retentissement considérable, plus à l'étranger qu'en France. L'osmose ouvrait la route à la physiologie générale puisqu'elle était commune aux végétaux et animaux. Ce fut aussi un pas décisif dans l'introduction d'un processus matérialiste, mécaniste, physique, dans les sciences du vivant, permettant de comprendre un phénomène biologique en dehors de tout vitalisme. L'osmose constituait une manière originale d'aborder la recherche : « À l'inverse du procédé habituel qui consiste à calquer les phénomènes physiologiques sur le modèle physique, Dutrochet renverse les données et fait du phénomène physiologique le modèle pour le phénomène physique qui, en retour, révèle les lois communes pour les deux catégories de phénomènes. » Cet exemple changea l'attitude des biologistes qui eurent dès lors de plus en plus recours aux sciences « dures ».

## Personnage
Pendant toute sa vie, Dutrochet fit preuve à la fois d'indépendance de son caractère et d'une rare honnêteté intellectuelle. Alors qu'il n'était pas encore correspondant de l'Académie des sciences, il reprit les arguments d'Étienne Geoffroy Saint-Hilaire lors d'une discussion scientifique publique. Celui-ci, appréciant la franchise, invita Dutrochet à poursuivre l'entretien dans son laboratoire et leurs relations furent ensuite dominées par l'estime et l'amitié.
Il fut élu en 1828 membre de l'Académie des sciences et vint alors se fixer à Paris. Parmi ses nombreux travaux, le Dictionnaire Bouillet remarque :
- sa Nouvelle théorie de la voix (1800), et de l'harmonie (1810) ;
- sa Théorie de l'habitude et des sympathies (1810) ;
- ses Recherches sur l'accroissement et la reproduction des végétaux (1821) ;
- ses Recherches sur l'Ostéogénie (1822) ;
- ses Recherches sur la Structure intérieure des animaux et des végétaux (1824) ;
- ses Recherches sur l'Agent immédiat du mouvement vital (1826) ;
- ses Recherches sur l'Endosmose et l'Exosmose (1828) ;
- ses Recherches sur le Développement de l'œuf et du fœtus ;
- ses Recherches sur la Direction radicale des végétaux et l'ascension de la sève.

Il réunit en 1837 tous ses travaux sous le titre de Mémoires pour servir à l'histoire anatomique et physiologique des végétaux et des animaux. Par honnêteté intellectuelle, il énonça ses erreurs d'interprétation antérieure, les rectifia, et précisa que seuls les faits confirmés devaient être retenus. Cet ouvrage est une compilation de ses plus importantes publications sur la biologie. Il publia ensuite des Recherches physiques sur la force épipolique, 1842-1843.
Les travaux de Dutrochet se distinguent par l’originalité ; il s'efforça surtout d'expliquer par les lois de la physique et de la chimie les phénomènes de la vie. Son nom restera attaché à la découverte des phénomènes d'endosmose et d'exosmose. Il étudia et décrit l'osmose, la respiration, l'embryologie, et l'effet de la lumière sur les plantes. Il est crédité de la découverte de la biologie cellulaire, de la cellule chez les plantes, ainsi que de l'osmose.

## Distinction
- Chevalier de la Légion d'honneur (1833)[2].

## Sources partielles
- [3] (en) « Henri Dutrochet », dans Encyclopædia Britannica [détail de l’édition], 1911 (lire sur Wikisource).
- Marie-Nicolas Bouillet  et Alexis Chassang (dir.), « Henri Dutrochet » dans Dictionnaire universel d’histoire et de géographie, 1878 (lire sur Wikisource)
- Émile Aron , Henri Dutrochet, médecin et biologiste, honneur de la Touraine, CLD, Chambray-lès-Tours, 1990, 128 pages   (ISBN 2-85443-184-7)